# Micrathena spinulata
Micrathena spinulata là một loài nhện trong họ Araneidae.
Loài này thuộc chi Micrathena. Micrathena spinulata được Frederick Octavius Pickard-Cambridge miêu tả năm 1904.